# 鳴戸奈菜
鳴戸 奈菜（なると なな、1943年(昭和18年) - ）は、俳人、英米文学者。本名・神谷くに子。

## 経歴
朝鮮の京城府（現ソウル特別市）に生まれる。父鳴戸四風、祖父鳴戸馨舟も俳句を詠んだ。共立女子大学文芸学部文学専攻英文コース卒業、同大学院文芸学研究科英文学修士課程修了。文学修士。1976年、「琴座」（りらざ）に入会し永田耕衣に師事。1978年同誌同人（1997年に廃刊）。1979年、清水径子、中尾寿美子、江川一枝らと「らんの会」結成。1992年「豈」同人（2003年「豈の会」退会）。1997年第49回現代俳句協会賞受賞。1998年「らん」創刊、発行人。
代表句に「牡丹見てそれからゴリラ見て帰る」「形而上学二匹の蛇が錆はじむ」「桃の花死んでいることもう忘れ」など。哲学的背景をうかがわせるアニミスティックな句風で、皆川燈はその特徴を「抽象語の肉体化」と論じている。句集に『イヴ』『天然』『月の花』『微笑』『露景色』『永遠が咲いて』など、ほかに評論集『言葉に恋して―現代俳句を読む行為』『歳時記の経験』などの著書がある。共立女子大学教授。現代俳句協会、国際俳句交流協会、日本文藝家協会会員。

## 著書一覧
句集
- イヴ（1985年、琴座俳句会）
- 天然（1992年、深夜叢書社）
- 月の花（1996年、ふらんす堂）
- 微笑（2001年、毎日新聞社）
- 鳴戸奈菜句集（2005年、ふらんす堂）
- 露景色（2010年、角川マガジンズ）
- 永遠が咲いて（2012年、現代俳句協会）

評論集
- 言葉に恋して―現代俳句を読む行為（1993年、沖積舎）
- 歳時記の経験（2005年、らんの会）
- 俳句と話す―現代俳句鑑賞（2012年、らんの会）

編著
- 田荷軒狼箴集（永田耕衣著、1996年、湯川書房）

英訳書
- この世のような夢―永田耕衣の世界（満谷マーガレットとの共訳。2000年、透土社）- 吉岡実編 『耕衣百句』の英訳。